# Ирен Немировски
Ирен Немировски (на украински: Немировська Ірен) е украинска писателка, авторка на произведения в жанра драма и мемоари, жертва на Холокоста, носителка на една от най-престижните награди на Франция – „Ренодо“.

## Биография и творчество
Ирен Немировски, с рожд. име Ирина Леоновна Немировская, е родена на 24 февруари 1903 г. в еврейския квартал на Киев, Руска империя, в богатото еврейско семейство на Лев Немировски (* 1868 – † 1932), един от най-известните банкери на Руската империя и от обкръжението на императора. Майка ѝ, Анна Маргулис (Фани), е от богато еврейско семейство от Одеса. Тя не обича дъщеря си, опитва се да я държи далеч от себе си, и изисква да говори с нея на френски език. По-късно Ирен използва връзката си с майка си в сюжетите на някои от творбите си. Около 1910 г. семейството се мести в голям апартамент на улица „Пушкинская“ 11 в Киев. Ирен получава домашно образование, учи няколко чужди езика и чете много. През лятото почива с майка си в курортите на Френската Ривиера.
През 1914 г. семейство Немировски се премества в Санкт Петербург, а през 1917 г. в Москва. След октомврийската революция баща ѝ губи банката си, заплашен е от арест, а цялото му имущество е конфискувано. През декември 1918 г. семейството бяга във Финландия, където остават една година, а след това живеят 3 месеца в Стокхолм. През юли 1919 г. на товарен кораб по време на буря, продължила 10 дни (описана в последната сцена от романа „Дейвид Голдър“) семейството стига до Руан, а от там се прехвърля в Париж. Във френската столица Лев Немировски успява да възстанови богатството си, като управлява местен клон на собствената си банка. В началото на 20-те години, докато учи в Сорбоната, Ирен публикува първите си произведения в илюстрирания двуседмичник „Финанси“.
През 1926 г. се омъжва за банкера Мишел Епщайн, с когото има две дъщери: Дениз, родена през 1929 г.; и Елизабет през 1937 г.
Първият ѝ роман „Дейвид Голдър“ (David Golder) е издаден през 1929 г. Той е история за еврейски банкер, неспособен да угоди на проблемната си дъщеря. Романът има незабавен успех и е екранизиран от Жулиен Дювивие през 1931 г. в едноименния филм с участието на Хари Бор. През 1930 г. е издаден романът ѝ „Балът“ (Le Bal), историята на една малтретирана дъщеря и нейното отмъщение. Романът е адаптиран в пиеса и има няколко екранизации.
Въпреки че е широко призната като писателка, заради руско-еврейския ѝ произход и възхода на фашизма, на нея ѝ е отказано френско гражданство през 1938 г. През 1939 г. тя приема римокатолицизма и успява да публикува в някои френски списания. През 1940 г. съпругът ѝ вече не може да работи в банката, а книгите ѝ не се публикуват заради нейния еврейски произход. При приближаването на нацистите към Париж бягат с двете си дъщери в село Иси-л'Евек, където трябва да носят жълтата звезда. На 13 юли 1942 г. е арестувана като „лице без гражданство от еврейски произход“ и е откарана в лагера в Питивиер и на 17 юли 1942 г., заедно с 928 други депортирани евреи, е транспортирана в германския концентрационен лагер Аушвиц. В концентрационния лагер се разболява от тиф и умира на 17 август 1942 г. На 6 ноември 1942 г. съпругът ѝ също е изпратен в Аушвиц и незабавно е убит в газовите камери. Дъщерите ѝ оцеляват скрити в католически интернат.
Непосредствено след войната са издадени три нейни непубликувани книги – „Животът на Чехов“ (1946), „Благата на този свят“ (1947) и „Есенните огньове“ (1957). Десетилетия наред дъщерите на писателката не смият да отворят куфар с последния недовършен ръкопис на майка си. Едва след битов инцидент, голямата ѝ дъщеря дешифрира ръкописа и го предава на издателя. Романът „Френска сюита“ е публикуван през 2004 г. и е история за трагедията на нацистката окупация на Франция. Романът става бестселър във Франция, получава една от най-престижните награди в страната – наградата „Ренодо“ (присъдена през 2005 г. за първи път на автор посмъртно) и печели световно признание. Книгата е екранизирана през 2014 г.

## Произведения
- Le Malentendu (1923)[1][2]
- L'Enfant génial (1927) – издаден и като Un Enfant prodige (1992)
- David Golder (1929)
- Le Bal (1930)
- Les Mouches d'automne (1931)
- L'Affaire Courilof (1933)
- Le Pion sur l'échiquer (1934)
- Films parlés (1934)
- Le Vin de solitude (1935)
- Jézabel (1936)
- La Proie (1938)
- Deux (1939)
- Les Chiens et les loups (1940)

публикувани посмъртно
- La Vie de Tchekhov (1946)[1]
- Les Biens de ce monde (1947)
- Les Feux de l'automne (1957)
- Dimanche et autres nouvelles (2000)
- Destinées et autres nouvelles (2004.
- Suite française (2004) – награда „Ренодо“[2]
Френска сюита, изд. „Леге Артис“ Плевен (2009), прев. Райна Стефанова
- Le Maître des âmes (2005)
Господарят на душите, изд. „Леге Артис“ Плевен (2007), прев. Марина Бояджиева
- Chaleur du sang (2007)
- Les vierges et autres nouvelles (2009)

### Екранизации
- 1931 David Golder
- 1931 Der Ball – по романа Le bal
- 1931 Le bal
- 1950 My Daughter Joy – по романа David Golder
- 1969 Der Ball – тв филм
- 1993 Le bal – тв филм
- 2014 Френска сюита, Suite française
- 2015 Deux – тв филм

## Книги за Ирен Немировски
- Irene Nemirovsky: Her Life And Works (2006) – от Джонатан Вайс